# مرتضی کهزادی
مرتضی کُهزادی (متولد ۱۳۶۱) طراح گریم و چهره‌پرداز ایرانی است. او برای فیلم احمد، برندهٔ سیمرغ بلورین بهترین چهره‌پردازی از جشنوارهٔ چهل و دوم فیلم فجر شد.
او همچنین در چهلمین جشنوارهٔ فیلم فجر برای فیلم ضد، نامزد سیمرغ بلورین بهترین چهره‌پردازی شد.

## آثار
| سال  | نام فیلم        | کارگردان        | توضیحات         |
| ---- | --------------- | --------------- | --------------- |
| ۱۳۹۸ | مرد نقره ای     | محمد حسین لطیفی | طراح چهره‌پردازی |
| ۱۳۹۸ | میجر            | احسان عبدی پور  | طراح چهره‌پردازی |
| ۱۳۹۹ | لیپار           | حسین ریگی       | طراح چهره‌پردازی |
| ۱۳۹۹ | جوجه تیغی       | مستانه مهاجر    | طراح چهره‌پردازی |
| ۱۴۰۰ | شبگرد           | فرزاد مؤتمن     | طراح چهره‌پردازی |
| ۱۴۰۰ | ضد              | امیر عباس ربیعی | طراح چهره‌پردازی |
| ۱۴۰۲ | احمد            | امیر عباس ربیعی | طراح چهره‌پردازی |
| ۱۳۹۶ | سریال شب عید    | سعید آقا خانی   | طراح چهره‌پردازی |
| ۱۳۹۷ | سریال سرباز     | هادی مقدم دوست  | طراح چهره‌پردازی |
| ۱۳۹۷ | سریال خواب زده  | سیروس مقدم      | طراح چهره‌پردازی |
| ۱۳۹۸ | سریال شاهرگ     | سید جلال اشکذری | طراح چهره‌پردازی |
| ۱۳۹۹ | سریال با خانمان | برزو نیک نژاد   | طراح چهره‌پردازی |
| ۱۴۰۰ | سریال بچه محل   | وحید امیرخانی   | طراح چهره‌پردازی |

| سال          | نام فیلم            | کارگردان           | سینما یا سریال | توضیحات   |
| ------------ | ------------------- | ------------------ | -------------- | --------- |
| ۱۳۸۳         | در چشم باد          | مسعود جعفری جوزانی | سریال          | چهره‌پرداز |
| ۱۳۸۴         | من و پوتی           | بهرنگ توفیقی       | سریال          | چهره‌پرداز |
| ۱۳۸۵         | گلریزان             | مسعود رشیدی        | سریال          | چهره‌پرداز |
| ۱۳۸۶         | پاتوق               | شاهین باباپور      | سریال          | چهره‌پرداز |
| ۱۳۸۷         | پس از سالها         | اکبر خواجویی       | سریال          | چهره‌پرداز |
| ۱۳۸۷         | شهر دقیانوس         | مهرداد خوشبخت      | سریال          | چهره‌پرداز |
| ۱۳۸۸ تا ۱۳۸۹ | سرزمین کهن فصل ۱    | کمال تبریزی        | سریال          | چهره‌پرداز |
| ۱۳۸۹ تا ۱۳۹۱ | سرزمین کهن فصل ۲    | کمال تبریزی        | سریال          | چهره‌پرداز |
| ۱۳۹۱         | یادآوری             | حجت قاسم‌زاده       | سریال          | چهره‌پرداز |
| ۱۳۹۲         | پایتخت فصل ۳        | سیروس مقدم         | سریال          | چهره‌پرداز |
| ۱۳۹۳         | مدینه               | سیروس مقدم         | سریال          | چهره‌پرداز |
| ۱۳۹۳         | ابله                | کمال تبریزی        | سریال          | چهره‌پرداز |
| ۱۳۹۴         | پایتخت فصل ۴        | سیروس مقدم         | سریال          | چهره‌پرداز |
| ۱۳۹۵         | علی‌البدل            | سیروس مقدم         | سریال          | چهره‌پرداز |
| ۱۳۹۵         | شهرزاد فصل دوم      | حسن فتحی           | سریال          | چهره‌پرداز |
| ۱۳۹۵         | پرواز در ارتفاع صفر | عبدالحسن برزیده    | سریال          | چهره‌پرداز |
| ۱۳۹۶         | پایتخت فصل ۵        | سیروس مقدم         | سریال          | چهره‌پرداز |
| ۱۳۸۷         | حریم                | سید رضا خطیبی      | سینمایی        | چهره‌پرداز |
| ۱۳۸۸         | انتهای خیابان هشتم  | علی رضا امینی      | سینمایی        | چهره‌پرداز |
| ۱۳۹۶         | سمفونی نهم          | محمدرضا هنرمند     | سینمایی        | چهره‌پرداز |
| ۱۳۹۷         | مردی بدون سایه      | علیرضا رئیسیان     | سینمایی        | چهره‌پرداز |
| ۱۳۹۷         | بی‌حسی موضعی         | حسین مهکام         | سینمایی        | چهره‌پرداز |